# DVOA
DVOA is een voormalig amateurvoetbalvereniging uit het Nederlandse dorp Aalten. De vereniging werd opgericht in 1934 en was de officiële opvolger van DOS, een vriendenteam. Op 1 juli 1969 ging de club samen met VV Aalten tot de nieuwe club AD '69.